# حزب توسعه ملی ایران اسلامی
حزب توسعه ملی ایران اسلامی ، یکی از احزاب اصلاح‌طلب است که در اوایل سال ۱۳۹۶  به عنوان یک تشکل سیاسی اصلاح طلب، تشکیل شد. بنیانگذاران این حزب در واقع اعضای سازمان مجاهدین انقلاب اسلامی در دهه هشتاد بودند که پس از انحلال آن در سال ۸۸، حزب توسعه ملی را بنیان‌گذاری کردند. این نیروها سازماندهی مجدد و هدایت نیروهای جوان را ضرورتی اجتناب ناپذیر در جغرافیای سیاسی امروز ایران تشخیص داده و تأسیس این حزب را در دستور کار قرار دادند.

## شورای مرکزی سومین کنگره سراسری
سومین کنگره سراسری حزب توسعه ملی ایران انتخابات شورای مرکزی و داوری برگزار شد  و ۱۵ عضو اصلی و ۵ عضو علی‌البدل همچنین ۵ عصو اصلی شورای داوری و ۲ عضو علی‌البدل به مدت دو سال انتخاب شدند. با برگزاری سومین کنگره سراسری حزب توسعه ملی ایران، اعضای شورای مرکزی و اعضای علی‌البدل این حزب نیز معرفی شدند:
- ۱- صادق نوروزی زاده
- محمدعلی باقری
- محسن آرمین
- میثم عنقایی
- فیض‌الله عرب‌سرخی
- مرضیه آذرافزا
- محسن باستانی
- حجت اسماعیلی
- علی تقی‌زاده
- الهه نوری
- احسان بیسادی
- محسن احمدوند
- فیصل ضرغامی
- مهدی یوسفی جمارانی
- سیداحمد هاشمی

به عنوان اعضای اصلی شورای مرکزی و همچنین سجاد احمدوند، علی مهرآبادی، وحید دستگاهدار، سیدحسن حسینی و عباس موسایی به عنوان اعضای علی‌البدل شورای مرکزی با آرای اعضای کنگره انتخاب شدند.

## شورای مرکزی دومین کنگره سراسری
براساس گزارش کمیته اطلاع رسانی حزب توسعه ملی ایران اسلامی، دومین کنگره حزب توسعه ملی پنجشنبه ۶ خرداد ۱۴۰۰ با سخنرانی مصطفی تاجزاده برگزار شد. برگزاری انتخابات شورای مرکزی و شورای داوری حزب و تحلیل فضای سیاسی کشور در آستانه انتخابات ریاست جمهوری از مهمترین برنامه های کنگره بود.

## شورای مرکزی نخستین کنگره سراسری
اعضای شورای مرکزی حزب توسعه ملی ایران اسلامی در نخستین کنگره این حزب انتخاب شدند. این کنگره صبح پنجشنبه ۷ اردیبهشت با حضور شخصیت های اصلاح طلب در مسجد الرحمان برگزار شد. اسامی ۱۵ عضو شورای مرکزی و پنج عضو علی‌البدل که امروز (پنج‌شنبه) در این کنگره انتخاب شده‌اند، به شرح زیر است:

### اعضای اصلی
- محمدعلی باقری
- صادق نوروزی زاده
- مهدی یوسفی جمارانی
- محسن باستانی
- محمود صارمی
- احسان مجتهدی
- مرضیه آذرافزا
- علی مهرآبادی
- احمد قدیانی
- محسن احمدوند
- علی اکبر جعفری
- سارا مدنیان
- حجت اسماعیلی
- سیدحسن حسینی
- علی اکبر عباسی

به عنوان اعضای اصلی شورای مرکزی و همچنین فیصل ضرغامی، بهنام غیاثوند، عاتکه موسوی، ابراهیم سلیمانی و ایرج زارع به عنوان اعضای علی‌البدل شورای مرکزی با آرای اعضای کنگره انتخاب شدند.
میثم عنقایی «کمیته اطلاع‌رسانی»، محمدعلی باقری «کمیته استان‌ها»، سیدحسن حسینی «کمیته منابع انسانی»، حسین باقری «کمیته پشتیبانی و امورمالی»، جعفر افقهی «کمیته اقشار»، مرضیه آذرافزا «کمیته آموزش» روسای ارگان‌های این حزب رو تشکیل می‌دهند.